# Cristoforo Landino
Cristoforo Landino (8 de febrero de 1425-24 de septiembre de 1498) fue un humanista florentino.
Maestro de Lorenzo de Médici y miembro de la Academia Platónica florentina, donde entabló amistad con Marsilio Ficino. Escribió un comentario sobre la Divina comedia, tratados de filosofía y unas importantes epístolas.

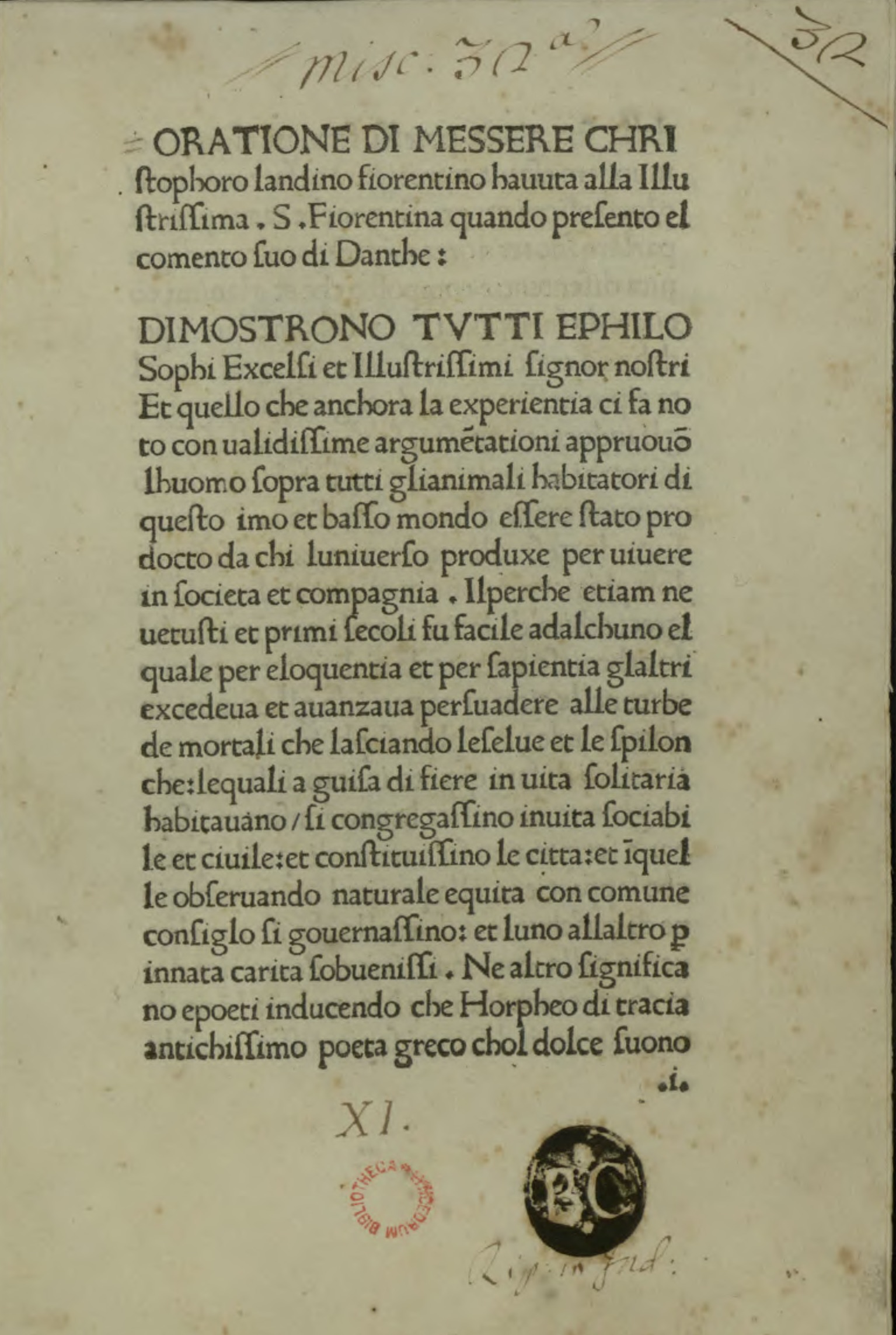
Orazione alla Signoria fiorentina, ca. 1481

Como profesor universitario de retórica, se especializó en el estudio de Horacio y Virgilio. Tradujo a la lengua vulgar la Historia Natural de Plinio el Viejo. Comentó a Dante y a Petrarca. En especial por este trabajo la República de Florencia le donó una casa en los suburbios, donde murió.
- Datos: Q711964
- Multimedia: Cristoforo Landino / Q711964